# Тідзу

35°15′54″ пн. ш. 134°13′36″ сх. д. / 35.26500° пн. ш. 134.22667° сх. д.
Тідзу (яп. 智頭町) — містечко в Японії, в повіті Ядзу префектури Тотторі.